# Grand-Père Simpson et le trésor maudit
Grand-Père Simpson et le trésor maudit (France) ou Abe Simpson et son petit (Québec) (Raging Abe Simpson and His Grumbling Grandson in « The Curse of the Flying Hellfish ») est le 22e épisode de la saison 7 de la série télévisée d'animation Les Simpson.

## Synopsis
Chaque camarade de Bart doit inviter un de ses grands-parents, Bart invite son grand-père Abraham qui se met à radoter, à menacer tout le monde et met son petit-fils particulièrement dans l'embarras. Peu après, Abraham reçoit un courrier lui apprenant la mort d'un ancien compagnon de guerre. Il s'agissait, à l'exception de Charles Montgomery Burns, du dernier des membres du commando des « Poissons diables » (Poissons volants de l'enfer au Québec), l'unité qu'il commandait durant la Seconde Guerre mondiale. Ceux-ci, pendant la guerre, ont volé des tableaux de grande valeur aux Allemands, et ont décidé que le dernier membre de l'unité qui survivrait en deviendrait propriétaire (grâce à un procédé appelé tontine). Monsieur Burns ne voulant pas prendre le risque qu'Abraham lui survive décide de le tuer…

## Membres originaux des Poissons diables
- Sheldon Skinner
- Arnie Gumble
- Asa Phelps
- Nedwynn Flanders
- Iggy Wiggum
- Milton « OX » Haas
- Etch Westgrin
- Griff McDonald
- Abe Simpson
- Charles Montgomery Burns
- Un soldat semblable à Homer Simpson (apparu seulement dans le jeu-vidéo Les Simpson, le jeu)
- Un soldat semblable à Bart Simpson (apparu seulement dans le jeu-vidéo Les Simpson, le jeu)